# Локалитет Румењак
Локалитет Румењак са остацима старог сакралног објекта, налази се у атару села Преконога на територији општине Сврљиг.
Мештани ово место називају и црквом и црквиштем Свете Тројице, када су се овде окупљали. 

## Опис локалитета
Делови зидова са темељом грађевине пружају се правоугаоно у правцу исток – запад. Мештани су подигли ниску дрвену ограду око јендог дела објекта, вероватно наоса. Kрајњи источни део, где би могла бити апсида, покривен је гомилом камења и густим растињем. У ограђеном делу објекта смештени су и антички остаци: делови опеке, мермера и једна база стуба. Међутим, античка опека и мермер су у секундарној употреби. Kамен је основни материјал градње. 
Kарактеристичан је и горњи део ручног каменог млина за жито. Вероватно средњовековни остатак. У овом делу, укопана у земљу, налазе се и два камена споменика. Први, много старији, који не мора бити споменик, већ део неког објекта, поседује урезн вотивни  орнаменат у облику спирале на којој је бочно назначен један тролист. Други је камени крст, који подиже село Преконога на свету Тројицу 1926.г. Објекат је већих димензија, пошто су остаци делимично видљиви и ван ограђеног дела.
Време настанка објекта не може се прецизније одредити, јер археолошки није истражен. На основу материјала од кога је грађен – камен – вероватно је средњовековног порекла. Антички материјал је овде пренет свакако са неког другог локалитета. Милан Милићевић помиње у Преконоги „остатке некаквог градића”. На суседном узвишењу Венац, у чијем је подножју локалитет Румењак, мештани не помињу било какве старине. За брдо Венац везана је легенда о хајдуку Пуји, а једна стаза на том узвишењу називала се „Пујина стаза”. 
Приликом изградње зграде резервоара за воду за водоснабдевање Сврљига откривени су остаци још једног објекта са подом од опека, удаљеног само петнаестак метара од црквишта.
Вода са јаког извора у брду са северне стране допринела је изградњи воденица, тако да је у прошлом веку овде било више воденица. У нижем делу, западно од локалитета, једна од њих, бондучара са једним витлом, добро је очувана. Kаналом дотиче вода у већим количинама. Грађена је у доњим зонама од камена и сиге, а у горњим од бондрука. Поседује и две просторије за ноћење. 